# Требриван
Требрива́н (фр. Trébrivan, брет. Trabrivan) — коммуна во Франции, находится в регионе Бретань. Департамент — Кот-д’Армор. Входит в состав кантона Ростренен. Округ коммуны — Генган.
Код INSEE коммуны — 22344.

## География
Коммуна расположена приблизительно в 440 км к западу от Парижа, в 135 км западнее Ренна, в 60 км к юго-западу от Сен-Бриё.

## Население
Население коммуны на 2016 год составляло 734 человека.
| 1962 | 1968 | 1975 | 1982 | 1990 | 1999 | 2008 | 2016 |
| ---- | ---- | ---- | ---- | ---- | ---- | ---- | ---- |
| 732  | 827  | 745  | 705  | 651  | 664  | 693  | 734  |

## Экономика

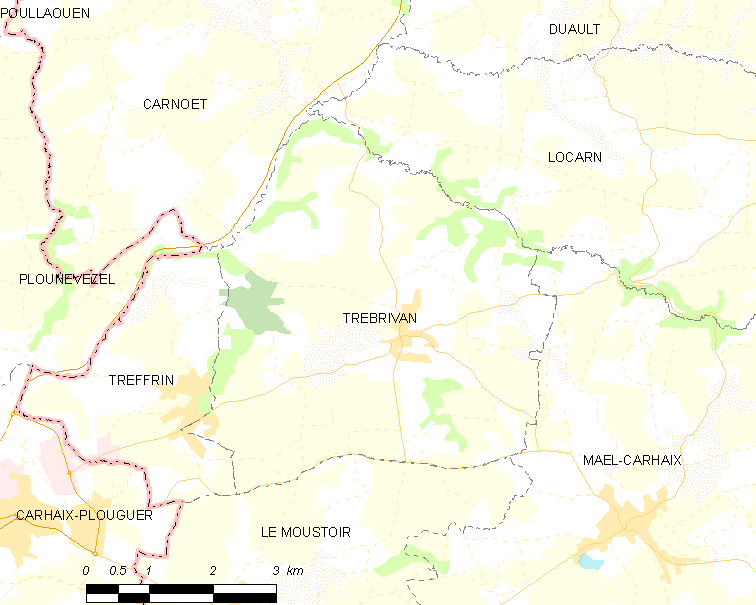
Карта коммуны

В 2007 году среди 390 человек в трудоспособном возрасте (15—64 лет) 276 были экономически активными, 114 — неактивными (показатель активности — 70,8 %, в 1999 году было 69,8 %). Из 276 активных работали 249 человек (141 мужчина и 108 женщин), безработных было 27 (14 мужчин и 13 женщин). Среди 114 неактивных 26 человек были учениками или студентами, 54 — пенсионерами, 34 были неактивными по другим причинам.